# لیدیا ترتل
لیدیا ترتل (انگلیسی: Lidia Trettel؛ زادهٔ ۵ آوریل ۱۹۷۳) اسنوبردسوار اهل ایتالیا است.